# Panaxia plebeia
Panaxia plebeia là một loài bướm đêm thuộc phân họ Arctiinae, họ Erebidae.